# 根室警察署
根室警察署（ねむろけいさつしょ）は、北海道警察釧路方面本部が管轄する警察署のひとつである。

## 沿革
- 1875年（明治8年）8月：根室にら卒屯所を創設する。
- 1877年（明治10年）7月：邏卒屯所が警察署と改称する。同時に小邏卒を巡査と改称する[1]。（当時の管轄区域は根室国・千島国・釧路国・北見国に渡り、広大であった）
- 1878年（明治11年）
  - 1月14日：根室警察署の新築について議決する[2]。
  - 10月8日：巡査6人を増員し定員15人とする[3]。
- 1883年（明治16年）2月19日：標津および泊に分署を置く[4]。
- 1908年（明治41年）2月15日：警察署長の警視を廃し、再度警部と改める[5]。
- 1948年（昭和23年）
  - 3月7日：警察法施行により、自治体警察の根室町警察署[6]と国家地方警察の根室地区警察署に分離発足をする。
  - 11月29日：非常電話を設置（110番のはしり）[7]。
- 1951年（昭和26年）
  - 9月1日：警察法の改正による住民投票により根室町警察署の廃止が決定する[8]。
  - 10月1日：根室町警察署が廃止となり、国家地方警察に移管[8]、根室地区警察署に吸収合併する。
- 1954年（昭和29年）7月1日：警察法改正に伴い北海道警察誕生、北海道釧路方面根室地区警察署となる[9]。
- 1955年（昭和30年）5月1日：警備艇『東海丸』が配置される[10]。
- 1961年（昭和36年）7月10日：白バイを配備[11]。
- 1967年（昭和42年）
  - 10月10日：署内倉庫で火災発生[12]。
  - 12月22日：パトカー第1号を配備[13]。
- 1977年（昭和52年）3月18日：警備艇『むろしお』配備[14]。

## 組織
- 署長（警視）
- 副署長
- 警務課（警務係、犯罪被害者係 、相談係、管理係）
- 会計課（会計係）
- 地域課（地域係）
- 生活安全課（生活安全係）
- 刑事課（刑事係、鑑識係）
- 交通課（交通係）
- 警備課（公安係、外事係、警備係）

## 交番・駐在所
括弧内は所在地を表す。
- 駅前交番（根室市光和2-7）
- 桜橋交番（根室市弥生2-4）
- 明治交番（根室市明治2-16-2）
- 厚床駐在所（根室市厚床1-36）
- 落石駐在所（根室市落石東392）
- 納沙布駐在所（根室市納沙布33） - 日本最東端の駐在所
- 花咲駐在所（根室市花咲港164-3）
- 歯舞駐在所（根室市歯舞4-40-1）

## 警備艇
- のさっぷ[15]

18.50総トン、瀬戸内クラフト建造。

## 不祥事
- 2014年12月、当時の署長がパワーハラスメントをしたとして、釧路方面本部付に更迭された[16][17]。2015年2月に本部長注意処分にし、合わせて釧路方面本部警務課調査官への異動を発令し所属長級から調査官級へ降格を行った[18]。